# 郜昂
郜昂（1980年代—），中国影视美术指导，中国科幻电影《流浪地球》系列的美术指导、造型指导和概念设计指导。

## 简历
2011年毕业于西南政法大学刑事侦查学院治安专业。
凭借2019年电影《流浪地球》获得第32届中国电影金鸡奖最佳美术提名和第14届亚洲电影大奖最佳美术指导提名。

## 美指作品
- 2018 《斗破苍穹》电视剧
- 2019 《流浪地球》
- 2019 《我和我的祖国》[2]
- 2020 《囧妈》
- 2020 《夺冠》
- 2020 《金刚川》
- 2023 《流浪地球2》